# Bruno Pontecorvo
Bruno Pontecorvo (oroszul: Бру́но Макси́мович Понтеко́рво, latin átírásban: Bruno Maksimovich Pontecorvo ; 1913. augusztus 22. – 1993. szeptember 24.) olasz születésű, szovjet atomfizikus, Enrico Fermi volt asszisztense és a nagyenergiás fizika, különösen a neutrínófizika nemzetközi szinten kiemelkedő kutatója a 20. században . Meggyőződéses kommunistaként 1950-ben disszidált a Szovjetunióba, ahol folytatta a müon bomlásával és a neutrínókkal kapcsolatos kutatásait. Az ő emlékére alapították a rangos Pontecorvo-díjat 1995-ben.
Egy gazdag zsidó-olasz család nyolc gyermeke közül negyedikként született. Fizikát a római Sapienza Egyetemen tanult, Fermi alatt, és ő lett a legfiatalabb tagja a Via Panisperna fiúk nevű fiatal tudósokból álló kutatócsoportnak. 1934-ben részt vett Fermi híres kísérletében, amely a lassú neutronok tulajdonságait vizsgálta meg. Ez vezetett később az atommaghasadás felfedezéséhez. 1936-ban Párizsba költözött, ahol Irène és Frédéric Joliot-Curie irányítása mellett végzett kutatásokat. Unokatestvére, Emilio Sereni hatására csatlakozott az Olasz Kommunista Párthoz, amelynek akkori vezetője éppen menekültként tartózkodott Párizsban, csakúgy, mint testvérei (Giuliana, Laura, és Gillo) . Az olasz fasiszta rezsim 1938-as zsidótörvényei miatt családtagjai elhagyták Olaszországot és Nagy-Britanniába, Franciaországba, illetve az Egyesült Államokba menekültek.
Amikor a német hadsereg a második világháború idején körülzárta Párizst, Pontecorvo, a testvére Gillo, illetve az unokatestvére Emilio Sereni és Salvador Luria kerékpáron menekült el a városból. Ezt követően eljutott az oklahomai Tulsába, ahol magfizikai ismereteit kamatoztatni tudta az olaj- és ásványi anyagok kutatásában. 1943-ban csatlakozott a British Tube Alloys (amely a Manhattan-terv brit megfelelője volt) programhoz a kanadai Montreál Laboratóriumban . Ez a program később az atombomba kifejlesztésére irányuló Manhattan terv része lett. A Chalk Riveri Laboratóriumban (Ontario) a ZEEP kísérleti nukleáris reaktor tervezésén dolgozott, amely az első olyan nukleáris reaktor volt az Egyesült Államok határain kívül, amely kritikussá vált 1945-ben. Tudományos munkájában vizsgálta a kozmikus sugarak tulajdonságait, a müonok bomlását. 1949-ben Nagy-Britanniába költözött, ahol a harwelli Atomenergia Kutatóintézetnél (AERE) dolgozott.
1950-ben disszidált a Szovjetunióba, ahol a dubnai Egyesített Atomkutató Intézetben (JINR) dolgozott. Ő javasolta a klór használatát a neutrínók kimutatására. Egy 1959-es cikkében feltette azt a hipotézist, hogy az elektronneutrínó és a müon neutrínó különböző részecskék volnának. A Homestake kísérletben nap-neutrínókat észleltek, de a becsült elméleti értéknek csak körülbelül harmada/fele közötti értéket mértek. A napneutrínó-problémájára válaszul javasolta a neutrínóoszcillációként ismert jelenséget. Az neutrínóoszcilláció létezését végül a Super-Kamiokande kísérlet bizonyította be 1998-ban. 1958-ban azt is megjósolta, hogy a szupernóvák intenzív neutrínókitöréseket produkálnak, amit 1987-ben megerősített a neutrínódetektorok által az SN1987A szupernóvából észlelt neutrínó mérések.

## Életrajz

### Korai évek és tanulmányok
Bruno Pontecorvo 1913. augusztus 22-én született Marina di Pisában, Massimo Pontecorvo és felesége, Maria (leánykori nevén Maroni) nyolc gyermeke közül a negyedikként. Testvérei közül bátyja, Guido genetikus lett, másik testvére Paolo, aki 1909-ben született, mérnök lett, és a második világháború alatt radarok fejlesztésén dolgozott. Nővére, Giuliana 1911-ben született, illetve öccse, Gillo 1919-ben született, és leginkább az Algíri csata rendezőjeként ismert. Gazdag zsidó-olasz családba született. A Massimo három textilgyárral rendelkezett, amelyek több mint 1000 embert foglalkoztattak. Apja családja Rómából származott, édesanyja pedig Mantovából. Anyai nagyapja, Arrigo Maroni (1852–1924) Mantovában született, és a milánói Fatebenefratelli Kórház igazgatója volt; édesanyja unokatestvére Elisa Gurrieri-Norsa (1868-1939) neves zoológus volt.
Beiratkozott a Pisai Egyetemre azzal a szándékkal, hogy mérnöknek tanuljon, de két év után 1931-ben úgy döntött, hogy átiratkozik fizikára. Testvére, Guido tanácsára úgy döntött, hogy a Római La Sapienza Egyetemen tanul tovább, ahol Enrico Fermi ígéretes fiatal tudósokból álló csoportot gyűjtött össze maga köré, amely a Via Panisperna fiúk néven vált ismertté, annak az utcának a nevéről, ahol ekkor a Fizikai Intézet volt. 18 évesen felvették a fizika szak harmadik évfolyamára.  Fermi úgy jellemezte Pontecorvót, mint "tudományosan az egyik zseniálisabb ember, akivel tudományos pályafutásom során kapcsolatba kerültem". A csoport legfiatalabb tagjaként Cucciolónak becézték, ami "kölyökkutyát" jelent. 
1934-ben Pontecorvo részt vett Fermi híres kísérletében, amely a lassú neutronok tulajdonságait mutatta be, és amelyek később az atommaghasadás felfedezéséhez vezettek.  Pontecorvo neve szerepelt a Via Panisperna fiúk "A mesterséges radioaktivitás termelésének növelése neutronbombázással" elnevezésű szabadalmán. 1934. november 1-jén ideiglenes asszisztens lett a Királyi Fizikai Intézetben és a Római Egyetemen párhuzamosan. Fermivel és Rasettivel közösen publikáltak, egy a lassú neutronokról szóló tanulmányt, amely jelentős hatást gyakorolt a tudományterületre. Felfedezték hogy a hidrogén jobban lassítja a neutronokat, mint a nehéz elemeket, és hogy a lassú neutronok könnyebben elnyelődtek. Az eljárásra 1935 októberében olasz szabadalmat adtak be Fermi, Pontecorvo, Edoardo Amaldi, Franco Rasetti és Emilio Segrè nevében. Az Egyesült Államokban 1940. július 2-án lett beadva szabadalom

### Korai karrier
1936 februárjában Pontecorvo elhagyta Olaszországot, és Párizsba költözött, hogy Irène és Frédéric Joliot-Curie laboratóriumában dolgozzon a Collège de France-ban. Egy éves ösztöndíjjas időszaka alatt a neutronok protonokkal való ütközését és az izomerek elektromágneses átmeneteit tanulmányozták . Ebben az időszakban unokatestvére, Emilio Sereni hatására átvette a kommunista lett, a kommunista eszmékhez élete hátralévő részében hűséges maradt.  Kapcsolatot alakított ki Helene Marianne Nordblommal, egy svéd nővel, aki Párizsban dadaként dolgozott.  Ismeretlen okokból visszautasította a számár felajánlott állandó állást a Római Egyetemen 1937-ben, hogy Párizsban maradhasson.
Marianne 1938. január 4-én költözött Pontecorvóhoz, a Hôtel des Grands Hommes-ban éltek a Place du Panthéonon. Közös gyermekük, Gil ezen év július 30-án született. Mivel Marienne vízuma lejárt, így szeptemberben vissza kellett térnie Svédországba. Útjára Pontecorvo is elkísérte, otthagyva Gilt egy párizsi bentlakásos óvodában. Majd Pontecorvo egyedül utazott vissza Párizsba, és itt találkozott Niels Bohrral és Lise Meitnerrel 1938. október 12-én.  Pontecorvo nem térhetett vissza Olaszországba a fasiszta rezsim zsidóellenes törvényei miatt. Ennek következtében és, hogy Fermi az Egyesült Államokba költözött, a Via Panisperna fiúk feloszlott.  Pontecorvo családja is szétszéledt.  Guido 1938-ban Nagy-Britanniába költözött, majd Giovanni, Laura és Anna 1939-ben,  míg Gillo csatlakozott a Párizsban Pontecorvóhoz. 
A Joliot-Curie Ivry-sur-Seine-i laboratóriumában André Lazard francia fizikussal közösen felfedezték azt, amit később Frédéric Joliot-Curie "nukleáris foszforeszcenciának" nevezett. A folyamat során, neutronokat és a protonokat gerjesztettek és amikor visszatértek alapállapotukba, röntgensugárzás keletkezik.   Azt is felfedezte, hogy egyes izomerek radioaktív bomlásuk során nem alakulnak át más elemmé. Ezért az úttörő munkájáért Pontecorvo Curie-Carnegie-ösztöndíjat kapott, továbbá kutatását a Francia Nemzeti Tudományos Kutatási Központ finanszírozta. 

### Második világháború

#### Menekülés Franciaországból
1939 júniusában B. Pontecorvo vízumot igényelt, hogy Svédországba látogathasson, de ezen kérelmét elutasították. Augusztus 23-án érkezett meg Párizsba a Molotov–Ribbentrop-paktum híre. Másnap a Szovjetunióba vetett személyes hitének megerősítéseként belépett a Francia Kommunista Pártba. Marianne 1939. szeptember 6-án eljött hozzá Párizsba. Pontosan három nappal azután, hogy az Egyesült Királyság és Franciaország hadat üzent Németországnak, válaszul a lengyelországi német invázióra. Pontecorvo és Marianne 1940. január 9-én házasodtak össze 
A német hadsereg 1940 májusában körülzárta a várost, ezért úgy döntöttek, hogy menekülni fognak. A brit hatóságok menedéket kínáltak több francia atomtudósoknak, például Hans von Halbannak és Lew Kowarskinak, de Pontecorvót „nem kívánatosnak” minősítették. Segrè-nek közreműködésének köszönhetően állásajánlatot kapott az oklahomai Tulsában, akik neutronfizikai szakértőt kerestek. Segrè visszautasította ezt az ajánlatot – mivel már jó állása volt a Kaliforniai Egyetemen –, de beajánlotta Pontecorvót maga helyett. 
1940. június 2-án Marianne és Gilt ingóságaikkal együtt felszálltak Toulouse-ba tartó vonatra, ahol Pontecorvo nővére, Giuliana élt férjével. Június 13-án, mindössze egy nappal a németek Párizsba való bevonulása előtt Pontecorvo, az öccse Gillo, illetve az unokatestvére Emilio Sereni és Salvador Luria kerékpárral szintén Toulouse-ba indult. Tíz napba telt, mire eljutottak Toulouse-ba. Pontecorvo, Marianne, Gil, Giuliana és az ő élettársa Duccio Tabbet július 19-én közösen felszálltak egy vonatra, amely Madrid érintésével, Lisszabonba vitte őket. Ekkor mindkét nő terhes volt. Marianne nemsokkal később elvetélt, ennek okán alig volt alkalmas az utazásra, de ennek ellenére augusztus 9-én mégis felszállt a Quanza vonalra, amely menekülteket szállított az Egyesült Államokba. 1940. augusztus 19-én a hajó szerencsésen elérte New York városát, ahol testvérénél, Paolónál szálltak meg.  Ottléte során meglátogatta Fermit új otthonában, a New Jersey állambeli Leoniában. 

#### Kutatás Oklahomában
Tulsában Pontecorvo, két európai migránsnak Jakov "Jake" Neufeld-nek és Serge Alexandrovich Scherbatskoy-nake dolgozott, akik megalapították a Well Surveys nevű céget a Standard Oil pénzügyi forrásaiból.  Az volt az ötletük, hogy a magfizikai módszereket alkalmaznak különböző ásványok felkutatására. Egy gammasugárzásra alapuló eszköz sikeres volt a kőzetek elemzésében. Az Olaszországban és Franciaországban végzett kutatások alapján úgy gondolták, hogy a neutronok, mivel semleges töltésűek, talán képesek lehetnek különböző elemek észlelésére a felszín alatt. Pontecorvonak megvolt a megfelelő szakértelme, hogy segítsen nekik egy olyan eszköz kifejlesztésében, amely képes érzékelni a neutronok által indukált radioaktiviást a kőzetekben.
A Pontecorvo egy neutronforrást hozott létre rádium és berillium felhasználásával, ahogyan korábban a Via Panisperna fiúk is, paraffinviaszt használt neutronmoderátorként, és Fermi és Amaldi módszereivel mérte meg a különböző ásványok abszorpcióját. 1941 júniusára már rendelkezett egy olyan eszközzel, amely képes volt különböztetni a palát, a mészkövet és a homokkövet, és feltérképezni a köztük lévő réteg átmeneteket. Ez a technika a lassú neutronok felfedezésének első gyakorlati alkalmazásának tekinthető. Négy szabadalmat nyújtott be, az ebben az időszakban kifejlesztett műszereivel kapcsolatban.
1941 végén Pontecorvónak nehézségei keletkeztek a szükséges radioizotópok beszerzésével. Tudta nélkül a Manhattan terv nagyléptékű erőforrásigénye korlátozta a piacot. A szükséges izotópok megszerzése érdekében 1942. áprilisában találkozott Fermivel, von Halbannal és George Placzekkel New Yorkban. Sajnos nem tudta biztosítani a kívánt utánpótlást, de Fermi váratlanul élénk érdeklődést mutatott a Wells Surveys-ben végzett munkája iránt. 

#### Tube Alloys
A Fermivel folytatott találkozó nem hozott megfelelő utánpótlást, de köszönhető, hogy Pontecorvo állásajánlatot kapott von Halbantól és Placzektől. Szerették volna, hogy Pontecorvo csatlakozzon a kanadai Montreal Laboratórium Tube Alloys csapatához.  Sir Edward Appleton némi aggodalommal tekintett a kinevezésére, nem Pontecorvo politikai meggyőződése miatt, hanem amiatt, hogy nem volt brit állampolgár, és már sok külföldi tudós dolgozott a kutatócsoportban. Appletont végül Pontecorvo hírneve és az a tény győzte meg, hogy hiány volt a jó fizikusokból a programban.  Pontecorvót hivatalosan 1943. január 15-én nevezték ki a Tube Alloyshoz, és családjával együtt február 7-én Montréalba költöztek. A montréali csapat egy nehézvíz moderátoros atomreaktort tervezett, de hiányzott a működéshez szükséges mennyiségű nehézvíz.  1943 augusztusában Winston Churchill és Franklin D. Roosevelt tárgyalásai eredményeként megszületett a Quebeci Megállapodás, ennek köszönhetően újraindult az Egyesült Államok és Nagy-Britannia közötti együttműködés, és a Tube Alloys beolvadt a Manhattan Tervbe. 
1944-ben John Cockcroft lett a Montréali Laboratórium igazgatója. Biztonsági okokból úgy döntött, hogy a távoli Chalk River Laboratóriumban építi fel a reaktort. Egy háború utáni atomprogramot szem előtt tartva Pontecorvóval és Alan Nunn May-vel „kihallgattata” a Manhattan terv Kanadába látogató tudósait, ezáltal gyakorlatilag Nagy-Britanniának kémkedtek. Sajnos, mint az később kiderült Alan Nunn May is szovjet kém volt. Pontecorvo második fia 1944. március 20-án született, és a jugoszláv kommunista vezetőről Tito-nak neveztek el. A harmadik fiúk, Antonio 1945 júliusában született. Az Egyesült Államok által szállított nehézvíz segítségével a Chalk River-i reaktor (ZEEP) 1945. szeptember 5-én kritikussá vált. Pontecorvo a reaktortervezés mellett kozmikus sugarakkal, a müonok bomlásával és a neutrínók kutatásával is foglalkozott.   Ezen időszak alatt 25 dolgozatot írt a reaktortervezéssel kapcsolatban, bár ebből csak kettőt publikáltak. Régi cégével együtt kutatásokat végzett, uránlelőhelyeket keresve a Port Radium közelében, az északnyugati területeken . 
A fizikusok iránt nagy kereslet volt a háború befejezése után, és Pontecorvo vonzó és jövedelmező ajánlatokat kapott az Egyesült Államok több egyetemétől.  Ehelyett 1946. február 21-én azonban elfogadta Cockcroft ajánlatát, hogy csatlakozzon a harwelli British Atomic Energy Research Establishmenthez (AERE). 1949-ig a chalk riveri kutatóreaktornál maradt az új NRX reaktor üzembehelyezéséig. Egyike volt annak a négy fizikusnak, akik a vezérlőteremben tartózkodtak, amikor az NRX-et július 21-ről 22-re virradó éjszaka beindították. Abban az időben ötször akkora neutronfluxussal rendelkezett, mint bármely más reaktor a világon. Bár korábban tett lépéseket az amerikai állampolgárság megszerzésért, de végül 1948. február 7-én brit alattvalóvá vált. Végül 1949. január 24-én elutazott az Egyesült Királyságba.

### Disszidálás
Harwellben, Pontecorvo továbbra is részt vett a reaktortervezési projektekben. A Power Steering Committee (PSC) fontos tagjaként részt vett a különböző hasadóanyagok előállításával és felhasználásával, valamint a reaktorok építésénél használt anyagok körüli vitákban. 1949-ben Via Panisperna fiúk más tagjai, különösen Emilio Segrè, elkezdték szorgalmazni a lassú neutronok viselkedésével kapcsolatos szabadalmakat, amelyek az atomreaktorok és az atomfegyverek tervezésének középpontjában állnak. A Szövetségi Nyomozóiroda (FBI) ezért elkezdte vizsgálni a hátterüket. A Manhattan terv 1943-as aktáiban feljegyezték, hogy Pontecorvo testvérei, Giuliana, Laura és Gillo kommunisták, és valószínűleg Pontecorvo és Marianne szintén szimpatizálnak a kommunista eszmékkel, és ezt jelentették az MI5-nak, és az MI6 ügynökének Kim Philbynek Washingtonban 
1950 februárjában Pontecorvo egy harwelli kollégáját, Klaus Fuchst kémkedés ürügyén letartóztatták, és az AERE komolyabban kezdett foglalkozni a biztonsággal, ennek következtében Henry Arnold, az AERE biztonsági tisztje kihallgatta Pontecorvót. Arnoldnak nem volt arra bizonyítéka, hogy Pontecorvo szovjet kém volt, de úgy érezte, hogy biztonsági kockázatot jelent, és azt javasolta, hogy helyezzék át olyan pozícióba, ahol nem férhet hozzá a szigorúan titkos anyagokhoz. Herbert Skinner azt javasolta Pontecorvónak, hogy jelentkezzen egy újonnan létrehozott professzori állásra a Liverpooli Egyetemen, ahol Skinner a kísérleti fizika Lyon Jones professzora volt. Nem sokkal ezen év júniusában felajánlották Pontecorvonak Skinner pozícióját. 
1950. szeptember 1-jén, egy olaszországi nyaralás alatt Pontecorvo feleségével és három fiával váratlanul Rómából Stockholmba repült anélkül, hogy értesítette volna erről barátait vagy rokonait. Szeptember 2-án szovjet ügynökök segítségével eljutott a Szovjetunióba Finnországon keresztül. Hirtelen eltűnése nagy aggodalmat keltett számos nyugati hírszerző szolgálatban, különösen Nagy-Britanniában, Kanadában és az Egyesült Államokban. A szolgálatok aggódtak, hogy a bizalmas atomtitkok a Szovjetunióba kerülhetnek. 1952-ben amerikai sajtóban is elemezték Pontecorvo potenciális szerepét a nukleáris titkok Oroszországnak való átadásában.
Oleg Gordijevszkij, a valaha disszidált legmagasabb rangú KGB-tiszt és Pavel Sudoplatov, a Szovjetunió külföldi hírszerzésének egykori igazgatóhelyettese szerint Pontecorvo szovjet kém volt. Sudoplatov azonban tévesen azonosította Pontecorvót Mlad kódnevű kémként, akiről ma már tudjuk, hogy valójában Ted Hall volt.  Míg Pontecorvo mindig tagadta, hogy nukleáris fegyverekkel dolgozott volna, akár Kanadában, Nagy-Britanniában vagy a Szovjetunióban. Viszont soha nem erősítette meg vagy tagadta, hogy kém lenne. Az ellene szóló tényleges bizonyítékok halványak voltak.  Frank Close megjegyezte, hogy a kanadai NRX reaktor tervrajzai eljutottak a Szovjetunióba, Lona Cohen pedig uránmintát kapott az NRX-ből, miután az 1947-ben megkezdte működését. Nunn May viszont nem lehetett a tettes, így Pontecorvo vált a fő gyanúsítottá.  A kommunista Szovjetunióban Pontecorvót kitüntetéssel fogadták, és számos kiváltságot kapott, amelyeket csak a pártállami nómenklatúra számára tartottak fenn. Haláláig a dubnai Egyesített Atomkutató Intézetben (JINR) dolgozott, munkájának fókuszában a nagy energiájú részecskék elméleti tanulmányozása állt, és továbbfolytatta a neutrínók és a müonok bomlásának tanulmányozását. Kutatásai elismeréseként 1953-ban megkapta Sztálin-díjat, 1955-ben lett Szovjetunió Kommunista Pártjának a tagja, 1958-ban pedig a Szovjetunió Tudományos Akadémiájának tagjává választottták, valamint két Lenin-renddel is kitüntették a gyenge interakcióval kapcsolatos munkájáért (1964). 1950-ben életre szóló viszonyt kezdett Rodam Amiredzhibivel, aki Mihail Szvetlov költő felesége volt. 1955-ben jelent meg a nagy nyilvánosság előtt egy sajtótájékoztatón, ahol elmagyarázta a világnak, hogy miért disszidált kommunista Szovjetunióba. Ennek eredményeként az Egyesült Királyság 1955. május 24-én visszavonta brit állampolgárságát  Pontecorvo évekig nem hagyhatta el a Szovjetuniót; első külföldi útja 1978-ban volt, amikor Olaszországba utazott Amaldi 70. születésnapja alkalmából. Ezt követően gyakran utazott Olaszországba, és alkalmanként más országokba is ellátogatott.

### Élete vége
Pontecorvo tudományos munkája tele van félelmetes megérzésekkel, amelyek közül néhány jelentős mérföldköveket jelentett a modern fizikában. Ezek nagy része a neutrínókkal kapcsolatos, amelyet először Wolfgang Pauli javasolt elméletileg 1930-ban, hogy megmagyarázza a béta-bomlás során kiszabaduló, láthatatlan energiát. Fermi javasolta neutrínó elnevezést, amely olaszul "kis semlegesnek" fordítható,  és 1934-ben kidolgozta a béta-bomlás Fermi-féle elméletét. Kezdetben azt gondolták, hogy a neutrínók kimutathatatlanok, de 1945-ben Pontecorvo feltételezte, hogy a klórmagba ütköző neutrínó elnyelődés következtében instabil argon-37 izotópá alakulhat, amely 34 napos felezési idővel a K-befogással 2,8 keV-os Auger-fotont bocsát ki .
ν + 37Cl → e− + 37Ar

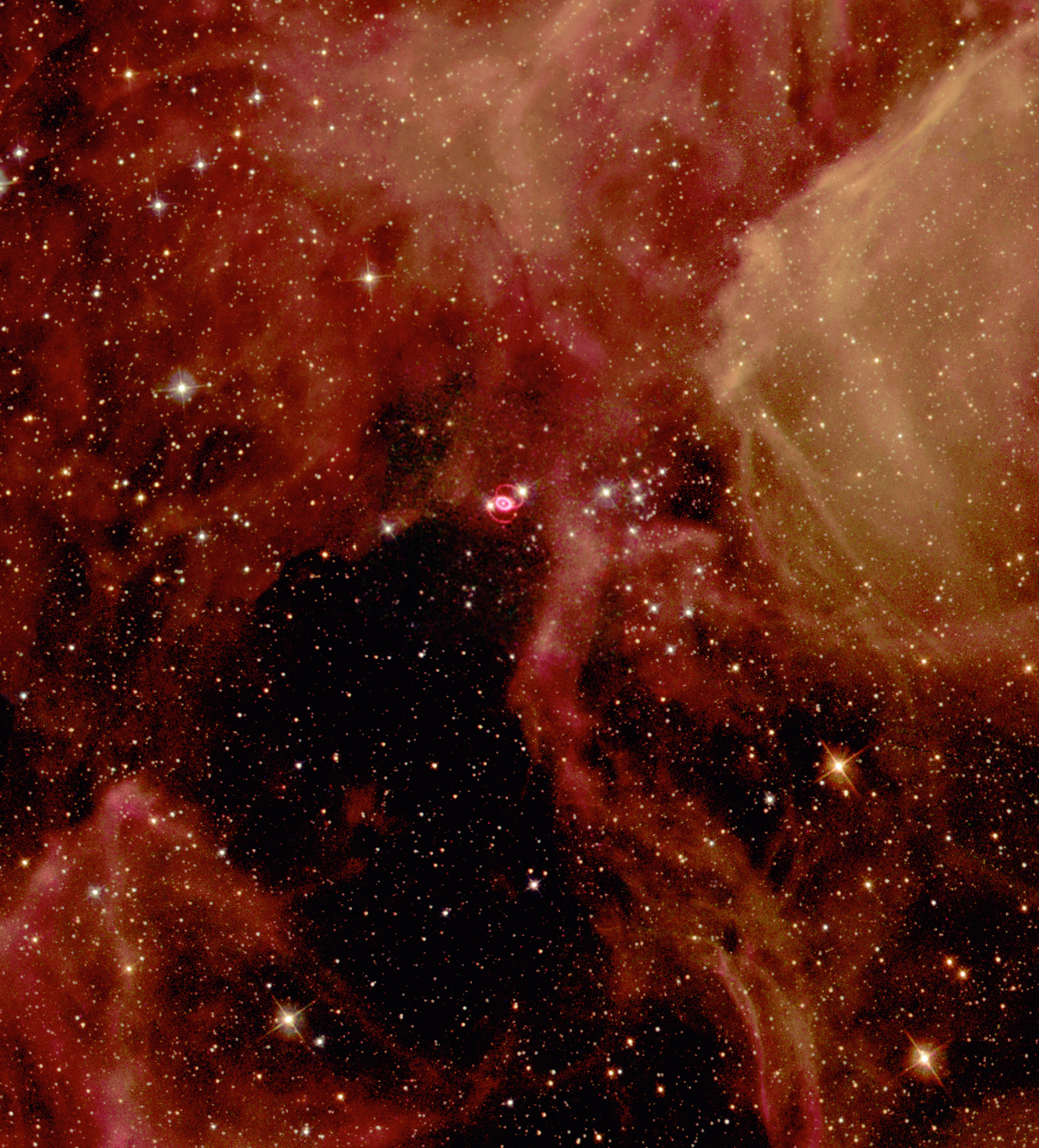
Supernova SN1987A (a fényes tárgy a közepén), a Hubble Űrteleszkópon keresztül

Pontecorvo 1945-ös tanulmánya a szén-tetraklorid (CCl 4 ) használatának ötletét Jules Guéron francia fizikusnak tulajdonítja. Ilyen jellegű kísérleteket végeztek a Chalk River-nél is, az NRX-et neutrínóforrásként használva, de nem jártak sikerrel, és 1949-ben, Pontecorvo távozása után abbahagyták. A kísérlet sikertelenségének oka – amit akkor még nem ismerték –, hogy az atomreaktorok neutrínók helyett antineutrínókat állítottak elő. Ezt Cowan–Reines neutrínókísérlet bizonyította be, amelyben Frederick Reines és Clyde Cowan 1955-ben antineutrínókat észlelt, ezért a munkáért Reines 1995-ben elnyerte a fizikai Nobel-díjat.
Az ötlet a napneutrínók kutatása során újrafelmerült. Elméletileg a Nap neutrínókat termel a fúziós reakciók során. Pontecorvo Maurice Pryce brit fizikusnak tulajdonította ezt az ötletet. A leggyakoribb reakció, a proton-proton láncreakció, amelyben a hidrogén összeolvadva héliumot képez, és neutrínókat termel, amelyek nem elég energikusak ahhoz, hogy kölcsönhatásba lépjenek a klórral. Az 1960-as évek végén Ray Davis és John N. Bahcall napneutrínókat észlelt a Homestake Kísérletben, amiért Davis 2002-ben megkapta a fizikai Nobel-díjat. Ez a kísérlet volt az első, amely sikeresen észlelte és megszámlálta a napneutrínókat, de az észlelt neutrínók száma az előre jelzett szám egyharmada és fele közé esett. Ebből keletkezett a napneutrínó-probléma .
Pontecorvo egy 1959-es tanulmányában 21 lehetséges reakciót azonosított, amelyekben neutrínók vesznek részt, ezeknek egy része csak akkor fordulhat elő, ha az elektronneutrínó, és a müon neutrínó, egy és ugyanaz a részecske. Így, ha nem sikerül felfedezni ezeket a reakciókat, az azt bizonyítaná, hogy valójában a két fajta neutrínó létezik. Ez a tanulmány vezette be a neutrínóknak a ma használt jelölését, és felsorolta azokat az okokat, amelyek miatt úgy érezte, hogy két neutrínó család létezik. 1988-ban Jack Steinberger, Leon M. Lederman és Melvin Schwartz fizikai Nobel-díjat kapott a müonneutrínó felfedezéséért.

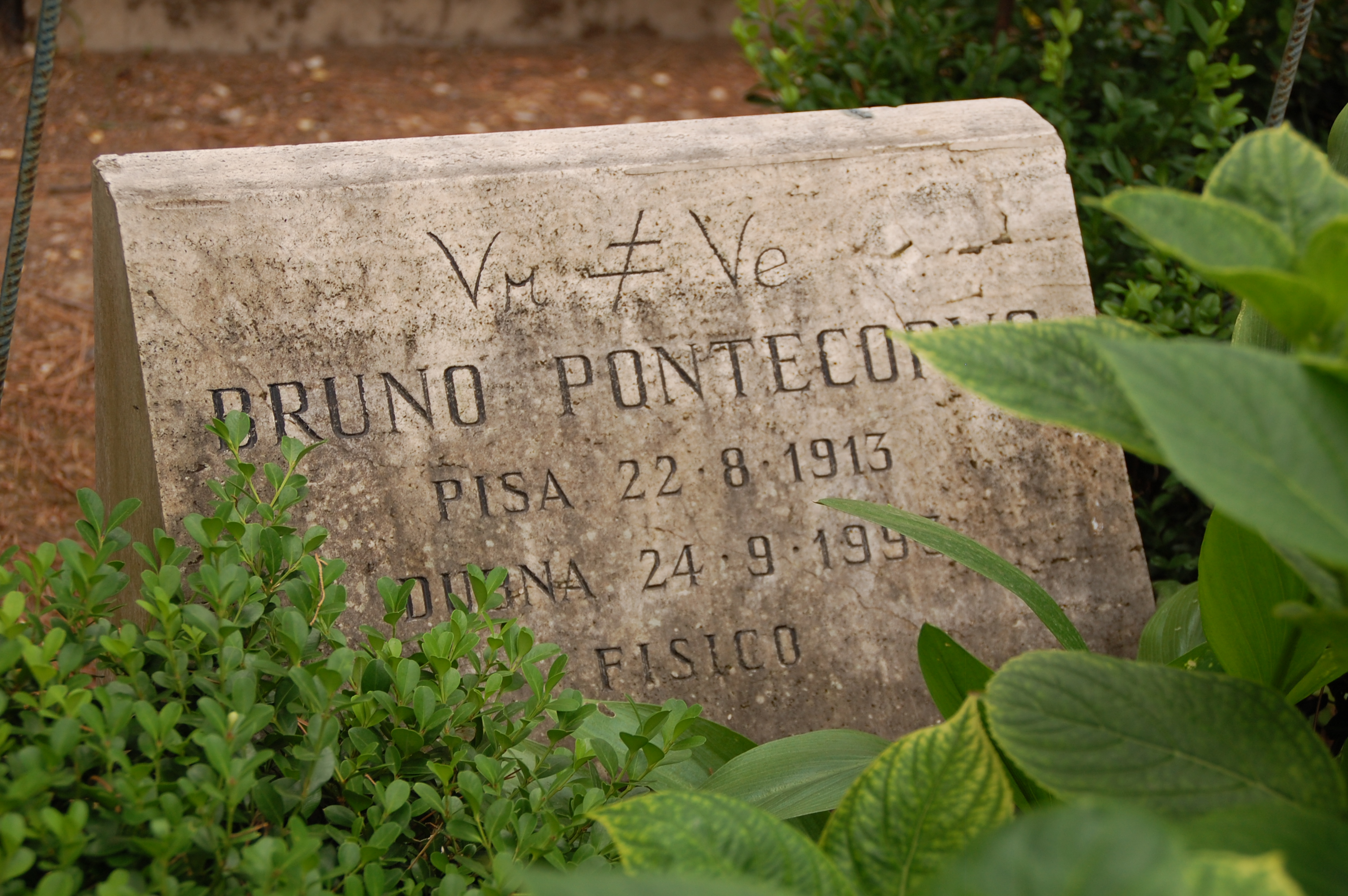
Pontecorvo sírköve a római Cimitero Acattolicóban

Pontecorvo megoldása a napneutrínó-problémára egy olyan ötleten alapult, amelyet először 1957-ben vetett fel, és amelyet a rákövetkező évtizedben fejlesztett ki. Ez volt az az elképzelés, hogy a neutrínók más típusú neutrínókká alakulhatnak át, ezt a jelenséget ma neutrínóoszcillációnak nevezzük. Fontos szempont volt, hogy az oszcilláció végbemehessen, a neutrínók tömege nem lehet nulla, és ezért nem tudtak fénysebességgel haladni. Az oszcillációk létezését végül az 1998-as Super-Kamiokande kísérlet állapította meg, majd később más kísérletek is megerősítették.
Ezt az elméleti jóslatot a 2015-ben fizikai Nobel-díjjal elismert kutatás is megerősítette, amelyet Takaaki Kajitának és Arthur B. McDonaldnak ítéltek oda. Pontecorvo 1958-ban azt is megjósolta, hogy a szupernóvák intenzív neutrínófluxust fognak produkálni.  Kevés tudós volt izgatottabb, amikor neutrínódetektorok észlelték az SN1987A Supernova-t . 
Pontecorvo 1993. szeptember 24-én halt meg Dubnában, Parkinson-kórban szenvedett.  Kívánságának megfelelően hamvainak felét a római protestáns temetőben, másik felét pedig az oroszországi Dubnában temették el. Tudományos érdemei elismeréseként 1995-ben a Egyesített Atomkutató Intézet megalapította a rangos Pontecorvo-díjat. A díj, amelyet évente egy-egy tudósnak ítélnek oda, "az elemi részecskefizika legjelentősebb kutatásait" ismeri el.. 2006-ban a Moskultprog Moszkvai Történelmi Társaság felavatott egy művészi emléktáblát Pontecorvo moszkvai háza emlékére a Tverszkaja utca 9. szám alatt.

## Fordítás
Ez a szócikk részben vagy egészben  a   Bruno Pontecorvo című angol Wikipédia-szócikk fordításán alapul.  Az eredeti cikk szerkesztőit annak laptörténete sorolja fel. Ez a jelzés csupán a megfogalmazás eredetét és a szerzői jogokat jelzi, nem szolgál a cikkben szereplő információk forrásmegjelöléseként.

## További irodalom
- Mafai, Miriam. Il lungo freddo: Storia di Bruno Pontecorvo, lo scienziato che scelse l'Urss (olasz nyelven). Milan: Bur (2012). ISBN 978-88-586-3839-2

## Külső linkek
- Életrajz / Tudományos munkák / Népszerű cikkek / B. Pontecorvóról / Fényképalbum Archiválva 2017. május 12-i dátummal a Wayback Machine-ben (angol és orosz nyelven)
- Az 1950-es évek hírei Pontecorvo eltűnéséről a BBC archívumából
- Jodcast-interjú Frank Close professzorral Bruno Pontecorvo életéről, kutatásáról és eltűnéséről
- Bruno Pontecorvo iratai a Churchill Archívum Központban